# Bérclapu
A bérclapu (Adenostyles) az őszirózsafélék családjába tartozó, 3-11 fajt magában foglaló növénynemzetség.

## Elterjedés, élőhely
A fajok az északi mérsékelt éghajlaton, főként Európában az Alpokban és Kis-Ázsiában fordulnak elő. Hegyvidéki fajok.[forrás?]

## Fajok
- Adenostyles alliariae (Gouan) A.Ker. – havasi bérclapu,[1]
- Adenostyles alliariifolia Lam.,
- Adenostyles alpina (L.) Bluff & Fingerh. – kopaszlevelű bérclapu,[1]
- Adenostyles briquetii Gamisans,
- Adenostyles dubia Rchb.f.
- Adenostyles leucophylla (Willd.) Rchb.,
- Adenostyles macrophylla (M.Bieb.) Czerep.,
- Adenostyles platyphylloides (Sommier & Levier) Czerep.,
- Adenostyles rhombifolia (Willd.) Pimenov – nagylevelű bérclapu,[1]
- Adenostyles similiflorus (Kolak.) Konechn,
- Adenostyles x canescens Sennholz.[2]